# Målsnes
Målsnes är en by i Målselvs kommun i Troms fylke i norra Norge. Byn ligger vid änden av fylkesväg 854, på östra sidan av Målselvfjorden.